# Mr. Magorium's Wonder Emporium
Mr. Magorium's Wonder Emporium (br: A Loja Mágica de Brinquedos / pt: O Maravilhoso Mundo dos Brinquedos), é um filme britano-franco-teuto-canado de 2007.  É estrelado por Dustin Hoffman e Natalie Portman.  Arrecadou em torno de 70 milhões de dólares no mundo.
O filme foi indicado para BAFTA de melhor filme britânico.

## Sinopse
Magorium (Dustin Hoffman) um senhor de 243 anos de idade, mas com o espírito, criatividade e disposição de criança, é o dono da loja de brinquedos mais fantástica do mundo (Empório de Maravilhas). Lá se encontram todos os tipos de brinquedos, e mais que isso, os brinquedos são mágicos. Porém, Sr. Magorium decide contratar um contador, Henry Weston (Jason Bateman), para cuidar de toda a questão burocrática da loja, já que precisa deixá-la com alguém quando ele morrer. Molly (Natalie Portman), uma mulher encantadora que sonha em ser uma grande pianista, é a gerente da loja. Quando a loja percebe a instabilidade da transição de Magorium para Molly, coisas estranhas começam a acontecer. E com a ajuda do pequeno Eric, um garoto que não tem amigos e cada dia está com um chapéu diferente na cabeça, Molly, Magorium e Henry tentam trazer de novo a magia da loja.

## Elenco
- Dustin Hoffman .... Sr. Edward Magorium
- Natalie Portman .... Molly Mahoney
- Jason Bateman .... Henry Weston/Mutante
- Zach Mills .... Eric Applebaum

Dubladores Brasileiros
- Edward Magorium(Dustin Hoffman) .... Júlio Chaves
- Molly Mahoney(Natalie Portman) .... Flávia Saddy
- Henry Wetson(Jason Bateman) .... Reginaldo Primo
- Eric Applebam(Zach Mills) .... Luciano Monteiro

## Personagens
Sr. Edward Magorium - Chegou aos Estados Unidos no século 19 e decidiu criar uma loja onde crianças de todas as idades pudessem sonhar e se divertir. Apesar da idade, 243 anos, tem energia de sobra. Inventor e fã de brinquedos, levou uma vida fantástica. Agora, acha que está na hora a loja nas mãos de Molly. Isso, é claro, se a loja deixar ele sair. Foi interpretado por Dustin Hoffman. 
Molly Mahoney - É alegre e divertida, embora não saiba o quanto é especial. Tem talento para a música, porém um obstáculo a impede de realizar seus sonhos: começa qualquer atividade com empolgação, mas não consegue terminar nada. Adora o trabalho na loja e teme não ser corajosa, mágica e heróica o bastante para assumir o lugar. Foi interpretada por Natalie Portman.
Mortimer - A zebra de estimação do Sr. Magorium costuma causar grandes confusões. É fácil entender por que, já que ela mora com o dono, dentro de um quarto.
Henry - Homem de números e regras, não entende bem qual é a graça da loja. Quer resolver contas, mas coisas sinistras começam a acontecer e ele ganha a chance de acreditar na magia e na fantasia. Aproxima-se de Molly e a ajuda a entender que tem uma oportunidade nas mãos. Foi interpretado por Jason Bateman.
Eric Applebaum - Tem 9 anos e é tímido e solitário. Mas, aos poucos, tenta se aproximar dos outros. Habilidoso e inteligente, é um funcionário importante do Sr. Magorium e tem uma coleção de chapéus curiosos e divertidos.
Empório de Maravilhas - Lá dentro, há um mundo cheio de encatamentos e surpresas, com brinquedos de todos os tipos, de carrinhos de rolimã e ioiôs a engenhocas modernas e malucas. No porão, vive um ajudante mistérioso, que trabalha registrando a história do Sr. Magorium.